# Papuagrion nigripedum
Papuagrion nigripedum – gatunek ważki z rodziny łątkowatych (Coenagrionidae). Znany z kilku stanowisk w prowincji Gulf na południu Papui-Nowej Gwinei.